# Костел Божого тіла (Ярослав)
Костел Божого Тіла у Ярославі (давніше колегіата ордену єзуїтів) — парафіяльний храм у місті Ярославі (нині Підкарпатського воєводства, Польща). Архітектор — Джузеппе Бріціо. Фундаторка — Зофія Одровонж. Парафія входить до складу Перемиської латинської архиєпархії.

## Історичні відомості

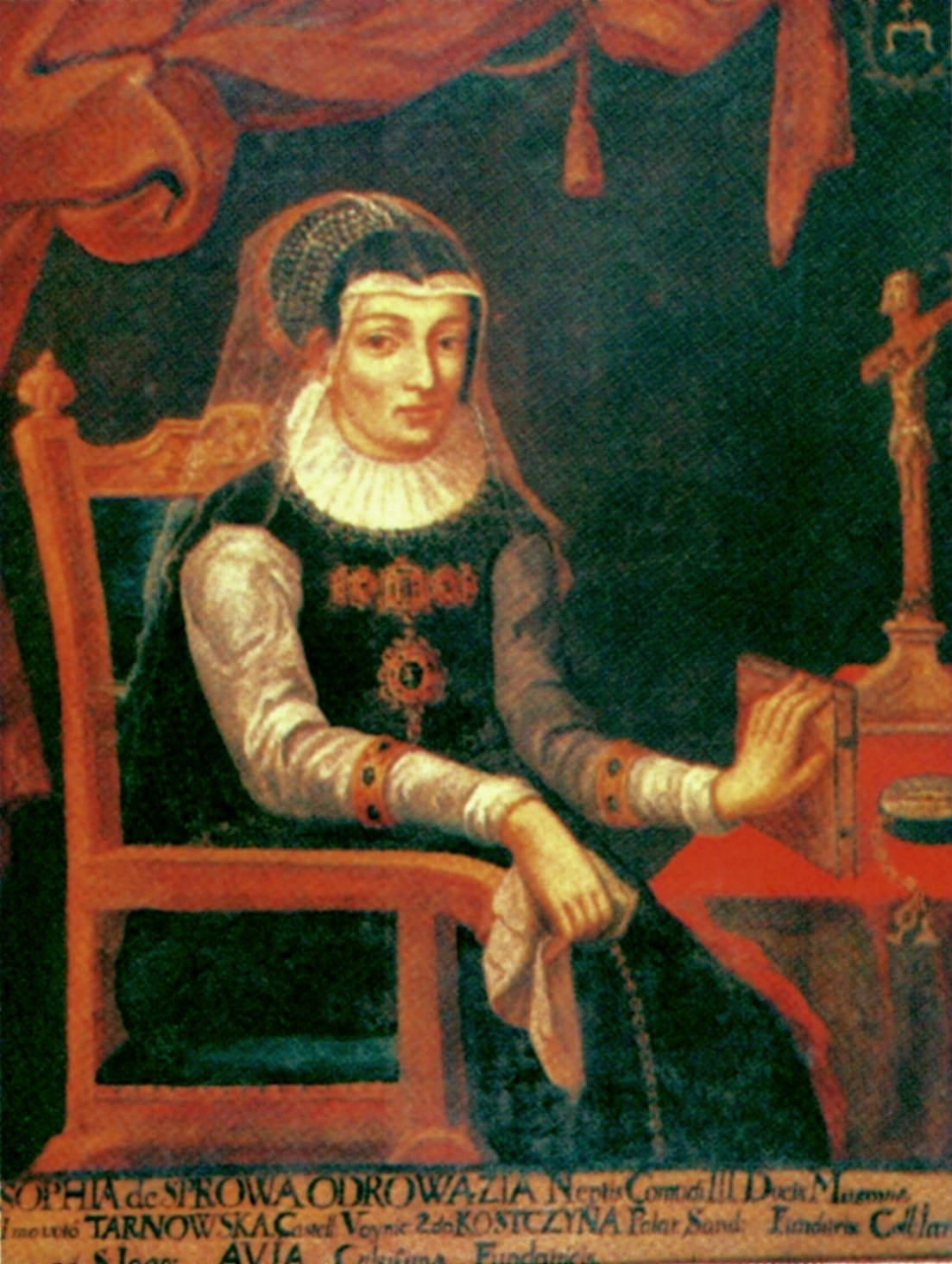
Зофія Одровонж

Збудований у 1582—1594 роках як костел святого Івана — колегіата ордену єзуїтів. Фундаторка — Зофія Одровонж (пол. Zofia Odrowąż; 1540—1580) — представниця польської шляхти з роду Одровонжів, донька каштеляна та воєводи Станіслава Одровонжа та Анни Мазовецької з династії П'ястів, дружина Яна Кшиштофа Тарновського та сандомирського воєводи Яна Костки.
Обряд освячення храму 24 квітня 1594 року провів єпископ Вавжинець Гослицький (пол. Wawrzyniec Goślicki). Храм був освячений на честь святих Івана Хрестителя та Івана Богослова (пол. p.w. św. Jana Chrzciciela i św. Jana Ewangelisty). Участь у церемонії взяли, зокрема, відомий проповідник Пйотр Скарга, який виголосив тоді промову, також луцький латинський єпископ Бернард Мацейовський.
Львівський латинський архієпископ Пйотр Стажеховський зі Стажеховіц гербу Леліва був консекрований у костелі-колегіаті Ярослава перемиським єпископом Станіславом Тарлом;
Латинський єпископ холмський і перемишльський Александер Антоній Фредро виділив кошти, за які для храму купили багате літургійне начиння. Також він фундував ікону Матері Божої Ченстоховської та встановлення статуї святого Яна Непомуцького.
1773 року після першого поділу Польщі та її анексію Габсбурзькою монархією костел перетворили на військовий склад. 1808 року князь Адам Єжи Чорторийський викупив у влади костел і подарував парафії. 1862 року згорів інтер'єр, а 1863 року після ремонту його знову освятили. Чергове освячення — під титулом Божого тіла — у 1890 році провів єпископ Якуб Глязер (пол. Jakub Glazer).
Нині костел є парафіяльним храмом Перемиської латинської архиєпархії. Весною 2007 року за ініціативи пробоща кс. Мар'яна Бохо проводяться відновлювальні роботи.

## Опис
Інтер'єр виконаний у середині ХІХ ст. З давніх предметів культу збереглися: пізньоготична фігура матері Божої з давньої колегіати (XVI ст.), хрест роботи Антонія Осинського (XVIII ст.). Поліхромію 1912 року виконав Леонард Вінтеровський (пол. Leonard Winterowski), відновив та доповнив її у 1970-х роках Юзеф Стецінський (пол. Józef Steciński). Орган — 32-голосний.